# Municipio de San Juan de Sabinas
El municipio de San Juan de Sabinas es uno de los 38 municipios en que se divide el estado mexicano de Coahuila de Zaragoza, con cabecera en la ciudad de Nueva Rosita, ubicado al norte del estado en la llamada Región Carbonífera, cobró notoriedad nacional e internacional en 2006 debido al accidente ocurrido en la Mina de Pasta de Conchos, localizada en su territorio.

## Geografía
San Juan de Sabinas se encuentra ubicado en la región carbonífera, hacia el norte del estado de Coahuila, en una extensión territorial de 735.4 km cuadrados, el municipio se localiza a 380 metros sobre el nivel del mar, y a 135 km al sur de la ciudad fronteriza de Piedras Negras ubicada en la Frontera entre Estados Unidos y México y a 328 km al norte de la ciudad capital del estado, Saltillo.
Sus límites territoriales son al norte y al oeste con el municipio de Múzquiz y al sur y este con el municipio de Sabinas.
El clima es seco semicálido, sobre San Juan de Sabinas cruza la carretera federal 57 México-Piedras Negras y la estatal 93 Palau-Múzquiz.
La vida económica de este municipio se basa en la industria, vestido, ensamble, reparación de maquinaria, agricultura, ganadería y la industria de la minería, extracción de carbón.
Cuenta con los servicios básicos, centros comerciales, iglesias, escuelas desde nivel inicial hasta superior, hospitales privados y públicos, bancos, lugares de esparcimiento, plazas comerciales, bibliotecas y centros deportivos.

## Demografía
Los resultados del Censo de Población y Vivienda de 2010 realizado por el Instituto Nacional de Estadística y Geografía, nos dan como resultados que el total de la población del municipio de San Juan de Sabinas es de 41 649 habitantes, siendo 20 502 hombres y 21 647 mujeres.

### Localidades
En el Censo de 2020 el municipio de San Juan Sabinas contaba con 66 localidades.
| Código INEGI      | Localidad           | Población (2020) |
| ----------------- | ------------------- | ---------------- |
| 050320014         | Nueva Rosita        | 39 058           |
| 050320001         | San Juan de Sabinas | 1 257            |
| Otras localidades | Otras localidades   | 1 334            |
| Total municipal   | Total municipal     | 41 649           |